# Irchenrieth
Irchenrieth é um município da Alemanha, no distrito de Neustadt an der Waldnaab, na região administrativa de Oberpfalz, estado de Baviera.